# سازمان پیمان مرکزی
سازمان پیمان مرکزی (به انگلیسی: Central Treaty Organization) با کوته‌نوشت سِنتو (به انگلیسی: CENTO) در دوران جنگ سرد و با هدف مبارزه با شوروی و نفوذ مارکسیسم تشکیل شد. جرج اف. کنان سفیر ایالات متحده آمریکا در سال ۱۹۴۷ در مقاله‌ای به دولت آمریکا پیشنهاد کرد برای مقابله با خطر توسعه‌طلبی شوروی، سیاست سد نفوذ را به دور شوروی به مرحلهٔ اجرا گذارد تا با گذشت زمان، نظام شوروی فرو بپاشد. پیمان‌های ناتو، سیتو و سنتو بر اساس این راهکار به وجود آمدند. پس از فروپاشی بلوک شرق این سازمان‌ها فلسفهٔ وجودی خود را از دست دادند. خروج بریتانیا از خاورمیانه در آغاز دهه ۱۹۷۰ (میلادی) نقطه شروع پایان پیمان سنتو بود.

## تاریخچه

### پیشینه
پیمان‌های ناتو، سیتو و سنتو برای مقابله با گسترش کمونیسم پدید آمدند. ایده این سه ائتلاف پس از بازگشت جان فاستر دالس، وزیر خارجه وقت آمریکا از سفر خاورمیانه در مه ۱۹۵۳ شکل گرفت. او پیشنهاد کرد که یک ائتلاف دفاعی از کشورهای اوراسیا (اروپا و آسیا)‌ برای مهار کمونیسم تشکیل شود. اهمیت خاورمیانه به دلیل ۱) نفت خام، ۲) مسیرهای تجاری هوایی، دریایی و زمینی و ۳) به عنوان پایگاهی در مرزهای جنوبی شوروی (کمربند شمالی) بود. پیشتر ترکیه و پاکستان در سال ۱۹۵۴ پیمانی برای افزایش سطح همکاری امنیتی و سیاسی امضا کرده بودند. درگیری‌های اعراب و اسرائیل مانع از عضویت اسرائیل در پیمان‌های منطقه‌ای می‌شد.

### آغاز
در ۲۴ فوریه ۱۹۵۵ با حمایت بریتانیا و آمریکا، پادشاهی عراق و ترکیه در بغداد «پیمان همکاری متقابل» را برای مقابله با تجاوز خارجی امضا کردند. در آوریل همان سال، بریتانیا به این پیمان پیوست. پس از آن پاکستان در ۱ سپتامبر و ایران در نوامبر ۱۹۵۵ به این ائتلاف پیوستند. بریتانیا امیدوار بود اردن نیز به این ائتلاف بپیوندد. اما این کشور در ۱۴ ژانویه ۱۹۵۶ اعلام کرد که از پیوستن به این پیمان خودداری می‌کند.

### عضویت ایران
نخستین بار نوری سعید نخست‌وزیر عراق در فوریهٔ ۱۹۵۵ (بهمن ۱۳۳۳) از تشکیل اتحادیه‌ای مرکب از بریتانیا، ترکیه، پاکستان، ایران و عراق خبر داد که دولت ایران نه آن را تأیید و نه تکذیب کرد. اسدالله میرزا شهاب‌الدوله سناتور تهران از وزارت امور خارجه توضیح خواست که آیا نوری سعید بدون آنکه ایران خبری داشته باشد، صلاحیت دارد این کشور را جزء اتحادیه یا بلوکی معرفی کند: «با توجه به مسئلهٔ بی‌طرفی ما و با توجه به مقتضیات امروز روزگار، با این اختلافاتی که بین بلوک‌ها موجود است، داخل کردن ما در این قضیه خیلی عجیب می‌نماید.»
عبدالله انتظام وزیر امور خارجه وقت، پیوستن ایران را به چنین اتحادیه‌ای تأیید نکرد و گفت: «دولت ایران بعد از این‌که مطالب را مطالعه کرد، هر تصمیمی که بخواهد می‌گیرد و آزاد است و مذاکراتی که در خارج می‌شود به هیچ وجه مربوط به نظریه و مشی دولت ایران نیست.»
در همان ماه فوریه، عراق و ترکیه پیمان بغداد را امضا و اعلام کردند که کشورهای عضو اتحادیهٔ عرب و دیگر کشورهای علاقه‌مند به صلح و امنیت خاورمیانه که عراق و ترکیه آن‌ها را به رسمیت شناخته باشند، می‌توانند به این پیمان بپیوندند.
در ۲۱ فروردین ۱۳۳۴ خبرنگاران در فرودگاه بیروت از حسین علاء نخست‌وزیر وقت که برای سفر درمانی در راه اروپا بود پرسیدند آیا دولت او با پیوستن به پیمان دفاعی خاورمیانه موافق است یا نه؟ علاء در پاسخ گفت که دولت وی موضوع الحاق ایران را به پیمان دفاعی ترکیه - پاکستان مطالعه کرده و اخذ تصمیم در این باره محتاج مدتی وقت است و نمی‌توان عاجلاً در این خصوص تصمیم گرفت. رادیو بی‌بی‌سی نیز همان روز گزارش داد که پیشنهادی برای الحاق ایران به پیمان ترکیه - پاکستان تسلیم دولت ایران شده‌است. البته در همان زمان جزئیات پیمان بغداد بین سناتورهای مجلس شورای ملی و مجلس سنا به صورت محرمانه به شور و بحث گذاشته شده بود.

در همان اثنا حسین علاء با حضور در یکی از جلسات مجلس شورای ملی در پاسخ به پرسش یکی از سناتورهای مجلس گفت: «الحاق ایران به پیمان دفاعی از هر نظر یک امر حیاتی است. چون بعد از اینکه همسایگان هم‌کیش ایران متفقا در این پیمان شرکت نموده‌اند، وضع ایران در صورت کناره‌گیری از این سیاست به کلی فوق‌العاده غامض و پیچیده می‌گردید و به اصطلاح سیاسی در صورت کناره‌گیری ایران از روش همسایگان خود، این کشور خلاء سیاسی یعنی جزیره محصوری می‌شد که از هر طرف راه برایش مسدود می‌شد.»

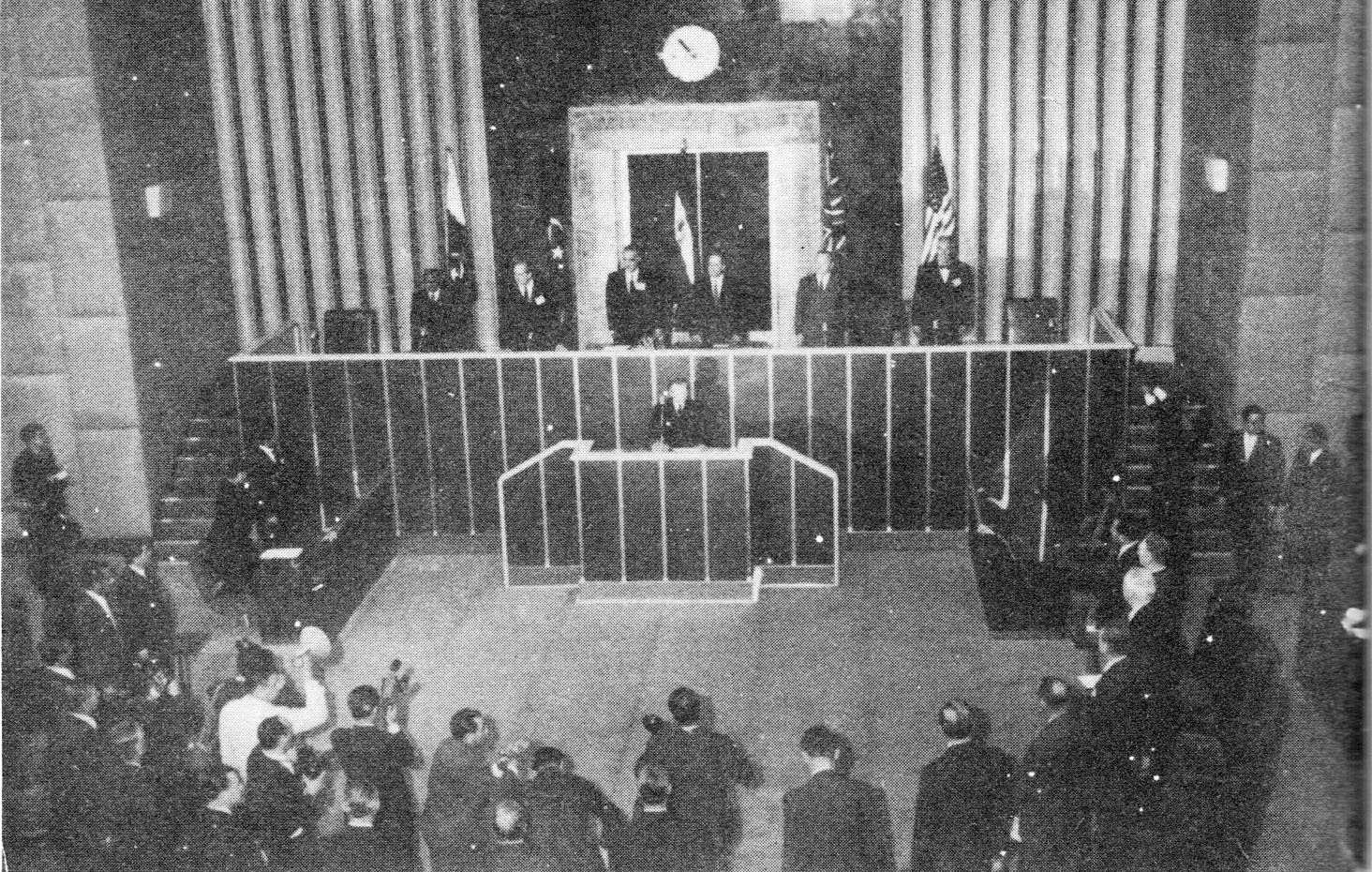
نشست سنتو در تهران، کاخ سنا

علاء در نهایت در ۱۹ مهر ۱۳۳۴ ماده واحده لایحه‌ الحاق ایران به پیمان بغداد را به دستور محمدرضا پهلوی به مجلس سنا فرستاد. کمیسیون مجلس سنا، ماده واحده پیشنهادی دولت را در ۲۳ مهر تصویب کرد. سه روز بعد، در ۲۶ مهر، نمایندگان مجلس سنا با ۳۹ رأی موافق در برابر ۴ رأی مخالف، پیوستن ایران به پیمان بغداد را تصویب کردند و چهار روز بعد در ۳۰ مهر ۱۳۳۴ مصوبه مجلس سنا به اتفاق آراء و بدون هیچ مخالفی در مجلس شورای ملی به تصویب رسید و صورت قانونی گرفت. مصوبه مجلس سنا و مجلس شورای ملی در روز سوم آبان ۱۳۳۴ به امضای شاه رسید و در روز ششم آبان برای اجرا به دولت ابلاغ شد و اسناد پیوستن ایران به پیمان ۱۰ آبان به ستاد آن که در بغداد مستقر بود، فرستاده شد.
نخستین شورای وزیران کشورهای عضو پیمان در آستانه تشکیل بود و حسین علا آماده رفتن به بغداد بود. اما او پیش از سفر به عراق در ۲۵ آبان ۱۳۳۴ به دلیل درگذشت یکی از نمایندگان مجلس به مسجد سلطانی تهران رفت و در شبستان مسجد هدف ترور مظفرعلی ذوالقدر از اعضای فداییان اسلام قرا گرفت. اما با خوش‌شانسی گلوله اول به وی برخورد نکرد و گلوله دوم هم در لوله هفت‌تیر گیر کرد. ضارب که ترور را نافرجام دید با هفت‌تیر به نخست‌وزیر حمله کرد و به سر و صورت او ضربه‌ زد. اما به سرعت در تور محافظان علا گرفتار شد. حسین علا چند روز بعد از این سوء قصد با سر باندپیچی راهی بغداد شد.
در آن سال‌ها آمریکا از نفوذ شوروی در خاورمیانه نگران بود و نگرانی از جمال عبدالناصر، بریتانیا را به فکر پیشگیری از نفوذ و گسترش نهضت مصر انداخته بود. بریتانیا و آمریکا پیمان بغداد را در «حلقهٔ مالی» دفاع از خاورمیانه در برابر شوروی می‌دانستند. در مقابل، شوروی آن را ابزاری در دست تجاوزگرانی می‌دانست که علاقه‌ای به صلح و امنیت بین‌المللی ندارند. در مه و ژوئن ۱۹۵۷ نمایندگان آمریکا به عضویت کمیته‌های اقتصادی و نظامی پیمان درآمدند. اما دولت ایالات متحده به پیمان نپیوست.
طراحان نظامی که در جلسه‌های تاسیس این پیمان از طرف ایران شرکت داشتند عبارت بودند از:
- فریدون جم
- حسن طوفانیان
- منصور افخمی
- اربابی[۹]

حسن طوفانیان عضویت ایران در سنتو را دلیلی بر تضعیف امنیت داخلی ایران قلمداد کرده بود. به عقیده وی تمرکز ایران در زمان رضاشاه بر امنیت داخلی بود. ولی در زمان شاه این تمرکز بخاطر سنتو و مبارزه با کمونیسیم از بین رفت.

### خروج عراق
عراق پس از کودتای عبدالکریم قاسم در ۲۳ تیر ۱۳۳۷ و سرنگونی نظام سلطنتی، در ۲۴ مارس ۱۹۵۹ از پیمان بغداد خارج شد و این پیمان ضربه‌ای اساسی خورد. در اوت آن سال، نام پیمان بغداد به سازمان پیمان مرکزی (سِنتو) تغییر یافت و ستاد آنرا از بغداد به آنکارا بردند. امیرخسرو افشار قاسملو که در روند انعقاد پیمان بغداد نقش داشته است در اینباره مدعی شده است که کودتا در عراق که جزئی از این پیمان بود تاثیر بدی بر محمدرضا پهلوی گذاشت و تصمیم به فشار به آمریکا برای عضویت در این پیمان گرفت.
«پیمان بغداد بدون شرکت آمریکا به درد نمی‌خورد. یا آمریکا باید وارد پیمان بغداد بشود یا ما از پیمان بغداد خارج می‌شویم. این چه پیمانی است که عراق که یکی از کشورهای عضو پیمان بغداد است از کشورهای اولیه بوده است که عضو پیمان بغداد شده. این اتفاق عجیب و فجیع روی می‌دهد و هیچکدام از هم‌پیمانان کاری نمی‌کنند دست رو دست هم گذاشتند و تماشا کردند»— محمدرضا پهلوی
فشار بر آمریکا شامل تهدید به خروج از پیمان و مذاکره با شوروی برای بستن پیمان بود. در نهایت هرچند آمریکا عضو پیمان نشد. ولی بر اثر فشارهای ایران اقدام به عقد قراردادهای دوجانبه با تهران کرد که اهداف و نیازهای ایران از دعوت و فشار به آمریکا برای عضویت در پیمان بغداد برطرف شد.

## مفاد
ماده یکم پیمان بغداد تاکید داشت که هدف آن دفاع از امنیت و تمامیت ارضی کشورهای عضو بود.
بر پایه ماده سوم، کشورهای عضو تعهد کردند که از دخالت در امور داخلی یکدیگر خودداری کرده و اختلافات خود را از طریق مسالمت‌آمیز و بر اساس منشور ملل متحد حل و فصل کنند.
بر اساس ماده هفتم، مدت این معاهده پنج سال تعیین شده بود. اما می‌توانست برای دوره‌ای مشابه تمدید شود. این ماده حق خروج کشورهای عضو را هم تضمین کرده بود. به شرط آنکه شش ماه پیش از پایان اعتبار معاهده، این مسئله را به صورت رسمی اعلام کنند. با این حال، هنگام خروج جمهوری اول عراق از پیمان بغداد در سال ۱۹۵۹ مفاد این بند معاهده رعایت نشد. چون دیگر کشورهای عضو، به دلیل اهداف حکومت تازه در عراق، دیگر تمایلی به ادامه عضویت عراق نداشتند.

## ویژگی‌ها
تفاوت پیمان بغداد با پیمان سعدآباد که در سال ۱۳۱۶ میان ایران، ترکیه و افغانستان به امضا رسید، این بود که در آن پیمان این سه کشور متعهد شده بودند به خاک یکدیگر تعرض نکنند. ولی در پیمان بغداد، همکاری‌های متقابل نظامی پیش‌بینی شده بود. اما هیچ راهکاری برای تضمین دفاع جمعی به اعضای خود ارائه نمی‌داد و ساختار فرماندهی نظامی دائمی یا مشترکی ایجاد نمی‌کرد.

## عوامل ضعف
پیمان بغداد از زمان اعلام موجویت خود نتوانست حمایت گسترده‌ای در میان کشورهای خاورمیانه جلب کند. ترکیه سکولار، ایران پادشاهی شیعه، پاکستان نوظهور سنی، و عراق تازه از سلطه استعمار رها شده، کشورهایی با ساختارهای کاملا متفاوت بودند. تلاش‌های نوری سعید، نخست وزیر وقت عراق، برای متقاعد کردن مصر و سوریه برای پیوستن به پیمان بغداد ناکام ماند. زیرا این دو کشور معتقد بودند که اتحاد جماهیر شوروی (که تنها تامین‌کننده سلاح برای کشورهای عربی مخالف اسرائیل بود و پیمان بغداد برای مقابله با شوروی شکل گرفته بود) تهدیدی برای آنها محسوب نمی‌شود. تلاش‌های بعدی بریتانیا نیز بی‌نتیجه ماندند.
در لبنان کمیل شمعون خواستار پیوستن به پیمان بغداد بود. اما به دلیل مخالفت‌های گسترده داخلی، لبنان هم به این پیمان نپیوست.
مداخله بریتانیا در بحران سوئز در سال ۱۹۵۶ به تضعیف جایگاه بریتانیا در خاورمیانه و به اعتبار آن در پیمان بغداد انجامید.
بریتانیا تلاش کرد آمریکا را نیز به عضویت این پیمان در بیاورد. زیرا این کشور می‌توانست خلأ جایگاه رو به افول بریتانیا در خاورمیانه را پر کند. اعلام دکترین آیزنهاور در اوایل سال ۱۹۵۷ باعث شد آمریکا نیازی به پیوستن به این پیمان نداشته باشد. بنابراین آمریکا از پیوستن کامل به پیمان بغداد خودداری کرد و ترجیح داد به عنوان عضو ناظر در چند کمیته داخلی از جمله کمیته اقتصادی عمل کند و تنها در ژوئن ۱۹۵۷ به کمیته نظامی پیوست. آمریکا از سویی نمی‌خواست خود را همراه یک قدرت استعماری (بریتانیا) نشان دهد. از سوی دیگر عضویت آمریکا می‌توانست اعتراض کشورهای غیر عضو در خاورمیانه مانند اسرائیل، مصر یا عربستان سعودی را به همراه داشته باشد.
اتحاد مصر و سوریه و پیدایش جمهوری متحد عربی و همچنین خروج عراق در پی انقلاب ۱۴ ژوئیه در سال ۱۹۵۸ ضربه‌های دیگری به پیمان سازمان مرکزی بودند.
بحران ۱۹۵۸ لبنان و مداخله سپاه تفنگداران دریایی ایالات متحده آمریکا در عملیات خفاش آبی از ۱۵ ژوئیه ۱۹۵۸ به خواست کمیل شمعون باعث ضعف پیمان شد.
پاکستان تلاش کرد تا در جنگ دوم هند و پاکستان در سال ۱۹۶۵ حمایت متحدان خود در سنتو را بدست آورد. اما شورای امنیت سازمان ملل متحد در ۲۰ سپتامبر ۱۹۶۵ با صدور قطعنامه ۲۱۱ خواهان توقف ارسال سلاح به هر دو طرف درگیر شد. آمریکا و بریتانیا هم از این تصمیم حمایت کردند. پاکستان در جنگ سوم هند و پاکستان در سال ۱۹۷۱ بار دیگر تلاش کرد تا حمایت اعضای سازمان را به دست آورد، اما آمریکا خارج از چارچوب پیمان سنتو و به طور محدود از آن پشتیبانی کرد.
در سال ۱۹۷۴ بریتانیا در اعتراض به حمله ترکیه به قبرس و اشغال شمال این جزیره از پیمان سنتو خارج شد و حمایت خود را از آن متوقف کرد.

## انحلال
پس از پیروزی انقلاب ۱۳۵۷ ایران در ۲۰ اسفند ۱۳۵۷ (۱۱ مارس ۱۹۷۹) از پیمان سنتو خارج شد و به عضویت کشورهای غیرمتعهد درآمد. یک روز پس از ایران، پاکستان نیز که از این پیمان ناراضی بود و منتظر فرصت مناسب می‌گشت، به فاصلهٔ کمتر از ۲۴ ساعت از پیمان سنتو خارج و این پیمان منحل شد.

## اعضاء سازمان
- عراق (در سال ۱۹۵۹ از پیمان خارج شد)
- ایران (در ۱۱ مارس ۱۹۷۹ خارج شد)
- پاکستان (در ۱۲ مارس ۱۹۷۹ خارج شد)
- ترکیه
- بریتانیا